# Супербоул XLII
Супербоул XLII (англ. Super Bowl XLII) — 42-й матч Супербоула, финальный матч плей-офф Национальной футбольной лиги сезона 2007 года, состоявшийся 3 февраля 2008 года. Нью-Йорк Джайентс, чемпион Национальной футбольной конференции, со счётом 17:14 победил Нью-Ингленд Пэтриотс, чемпиона Американской футбольной конференции, и в третий раз выиграл приз Винса Ломбарди, вручаемый победителю Супербоула. MVP Супербоула стал квотербек Джайентс Элай Мэннинг.

## Место проведения
Стадион «Юниверсити оф Финикс Стэдиум» в городе Глендейл (штат Аризона, США). О месте проведения было сообщено владельцами НФЛ 30 октября 2003 года в Чикаго. Аризона, для которой это был 2-й Супербоул, в борьбе за его проведение обошла Нью-Йорк и Вашингтон.

## Трансляция
В США игру транслировал Fox, в рамках ежегодной смены трех главных вещателей НФЛ. Перед игрой, Fox, организовал 9-часовой показ последних новостей Супербоула.

## Ход матча
ПЕРВАЯ ПОЛОВИНА
В первых двух четвертях матча, команды только два раза смогли набрать очки. За пять минут до конца первой четверти, «Джайентс» забили филд гол. В начале второй четверти, Нью-Ингленд занес тачдаун. К перерыву счет будет 7-3 в пользу Нью-Ингленд.
ВТОРАЯ ПОЛОВИНА
В третьей четверти команды не наберут очки. Четвёртая четверть начнется с тачдауна от Нью-Йорка. Следующим набором очков будет тачдаун от Нью-Ингленда. За две минуты до конца матча счет был 14-10 в пользу Нью-Ингленд. За 35 секунд до финала, Нью-Йорк оформит победный тачдаун и победит со счетом 17-14.
Супербоул XLII: Нью-Йорк Джайентс 17, Нью-Ингленд Пэтриотс 14
|                | 1 | 2 | 3 | 4  | Финал |
| -------------- | - | - | - | -- | ----- |
| Джайентс (НФК) | 3 | 0 | 0 | 14 | 17    |
| Пэтриотс (АФК) | 0 | 7 | 0 | 7  | 14    |

на стадионе Университета Финикса, Аризона
- Дата : 3 февраля 2008 г.
- Погода в игре : 21℃ (70℉), крыша закрыта
- Посещаемость игры : 71 101

NE-Нью-Ингленд, NYG-Нью-Йорк Джайентс, ЭП-Экстрапоинт
■ Первая четверть:
- 5:01-NYG-32-ярдовый филд гол, Нью-Йорк повел 3:0

■ Вторая четверть:
- 14:57-NE-1-ярдовый тачдаун+ЭП, Нью-Ингленд повел 7:3

■ Третья четверть:
■ Четвёртая четверть:
- 11:05-NYG-5-ярдовый тачдаун+ЭП, Нью-Йорк повел 10:7
- 2:42-NE-6-ярдовый тачдаун+ЭП, Нью-Ингленд повел 14:10
- 0:35-NYG-13-ярдовый тачдаун+ЭП, Нью-Йорк повел 17:14